# Маяк (Криворізький район)
Мая́к — село (в минулому село Гнаденталь) в Україні, після адміністративно-територіальної реформи 2020 року увійшло до Новопільської сільської громади Криворізькому районі Дніпропетровської області.
Орган місцевого самоврядування — Надеждівська сільська рада. Населення — 212 мешканців.

## Географія
Село Маяк знаходиться в балці Водяна по якій протікає пересихаючий струмок з загатою. На відстані 2 км розташоване село Степове і за 3 км — село Веселе Поле.

## Населення

### Мова
Розподіл населення за рідною мовою за даними перепису 2001 року:
| Мова            | Відсоток |
| --------------- | -------- |
| українська      | 91,5 %   |
| російська       | 7,5 %    |
| інші/не вказали | 1,0 %    |